# Murderdolls
Murderdolls — американская хоррор-панк-супергруппа из Де-Мойна, Айова, образованная Джои Джордисоном — бывшим барабанщиком Slipknot, Wednesday 13 — вокалистом Wednesday 13, Триппом Эйзеном — бывшим гитаристом Dope и Static-X, басистом Эриком Гриффином и барабанщиком Беном Грейвзом. Стиль группы сочетает современный хоррор-панк и глэм-метал, альтернативный метал, шок-рок 1970-х (Kiss, Alice Cooper). Имидж группы заимствован из классических фильмов ужасов.

## История
В 2002 году вышел дебютный альбом «Beyond the Valley of the Murderdolls». Во время тура в поддержку альбома гитарист Трипп Эйзен решил покинуть группу и сосредоточиться на Static-X, вместо него был взят бывший участник Dope Эйси Слэйд. В 2003 году вышла новая версия «Beyond the Valley of the Murderdolls» на DVD с несколькими бонус-треками и кавер-версией «White Wedding» Билли Айдола, на которую был снят клип и выпущен одноимённый сингл. Murderdolls распались в начале 2004 года, отыграв свой последний концерт 17 января в Калифорнии. Джои Джордисон вернулся в Slipknot, вокалист Wednesday 13 создал одноимённую группу Wednesday 13. В марте 2010 года участники группы вернулись к проекту. Тогда же Джои рассказал группе Slipknot что он и Wednesday 13 в настоящее время работают с продюсером Крисом "ZEUSS" Харрисом (Hatebreed, Shadows Fall, 3 INCHES OF BLOOD) над своим новым альбомом "Women and Children Last", который вышел 31 августа 2010 года. 13 июля вышел клип на песню "My Dark Place Alone". 29 ноября вышел клип на песню Nowhere. Тур по их новому альбому закончился 24 апреля.

## Состав

### Бывшие участники
- Wednesday 13 (Joseph Poole) — вокал (2002—2004, 2010—2011)
- Джои Джордисон (Joey Jordison) — гитара, бэк-вокал (2002—2004, 2010—2011)
- Трипп Эйзен (Tripp Eisen) — гитара (2002)
- Эйси Слэйд (Acey Slade) — гитара, бэк-вокал (2002—2004)
- Эрик Гриффин (Eric Griffin) — бас-гитара, бэк-вокал (2002—2004)
- Бен Грейвз (Ben Graves) — ударные (2002—2004)

### Концертные участники
- Роман Серман (Roman Surman) — гитара, бэк-вокал (2010—2011)
- Джек Тэнкерсли (Jack Tankersley) — бас-гитара (2010—2011)
- Рэйсси Шэй (Racci Shay Hart) — ударные (2010—2011)
- Джейсон Уэст (Jason West) — ударные (2011)

## Дискография

### Альбомы
- 2002 — Beyond the Valley of the Murderdolls (специальное издание в 2003)
- 2010 — Women And Children Last (специальное издание в 2010)

### Синглы и EP
- 2002 — Right to Remain Violent (EP)
- 2002 — Dead in Hollywood
- 2003 — White Wedding
- 2010 — My Dark Place Alone
- 2010 — Summertime Suicide
- 2010 — Nowhere

### Видео
- White Wedding (2003)
- Dead In Hollywood (2003)
- Love at First Fright (2003)
- My Dark Place Alone (2010)
- Chapel Of Blood (2010)
- Nowhere (2010)